# Бондарский сельсовет
Бондарский сельсовет — муниципальное образование со статусом сельского поселения в составе Бондарского района Тамбовской области Российской Федерации.
Административный центр — село Бондари.

## География
Бондарский сельсовет расположен в центральной части Бондарского района.

## История
Образование Бондарского сельсовета датируется мартом 1918 года
В соответствии с Законом Тамбовской области от 17 сентября 2004 года № 232-З установлены границы муниципального образования и статус сельсовета как сельского поселения.

## Население
| 2010  | 2012  | 2013  | 2014  | 2015  | 2016  | 2017  |
| ----- | ----- | ----- | ----- | ----- | ----- | ----- |
| 5310  | ↘5187 | ↗5193 | ↘5097 | ↗5108 | ↘4997 | ↘4898 |
| 2018  | 2019  | 2020  | 2021  |       |       |       |
| ↘4801 | ↘4728 | ↘4641 | ↘3897 |       |       |       |

## Состав сельского поселения
В состав Бондарского сельсовета входят:
| № | Населённый пункт                   | Тип населённого пункта       | Население |
| - | ---------------------------------- | ---------------------------- | --------- |
| 1 | 1-е отделение совхоза «Бондарский» | посёлок                      | ↘776      |
| 2 | Бондари                            | село, административный центр | ↘4052     |
| 3 | Строительный                       | посёлок                      | ↗482      |

## Органы власти
Представительный орган — Совет депутатов Бондарского сельсовета.